# Faded (Zhu)
Faded è un singolo del DJ statunitense Zhu, pubblicato il 20 aprile 2014 come unico estratto dal primo EP The Nightday.

## Descrizione
La canzone è stata scritta da Kate Russell e Alex Johnson e prodotta dallo stesso Zhu.
Il brano è stato pubblicato in un extended play remix dal 29 giugno 2014.

## Successo commerciale
Faded ha raggiunto la numero uno della classifica US dance e ha ottenuto ottimi risultati di vendita su scala internazionale.
Dopo aver pubblicato il singolo su SoundCloud, il producer è riuscito a raggiungere in un paio di settimane oltre 200.000 visualizzazioni.

## Tracce
Digital (Mind Of A Genius)
1. Faded – 3:43

Digital (Belgio) (La Musique Fait La Force / N.E.W.S.)
1. Faded (Original Mix) – 3:42

CD-Single (Bitclap 5054196-3576-2-7 (Warner) / EAN 5054196357627)
1. Faded – 3:46
2. Faded (The Magician Radio Edit) – 4:05

## Classifiche
| Classifica (2014) | Posizione raggiunta |
| ----------------- | ------------------- |
| Bulgaria          | 2                   |
| Danimarca         | 2                   |
| Regno Unito       | 3                   |
| Australia         | 3                   |
| Belgio (Fiandre)  | 7                   |
| Belgio (Vallonia) | 11                  |
| Austria           | 15                  |
| Germania          | 18                  |
| Francia           | 39                  |
| Irlanda           | 39                  |
| Svizzera          | 49                  |
| Paesi Bassi       | 69                  |